# Władysław Loranc
Władysław Loranc (ur. 5 grudnia 1930 w Biernej, zm. 2022) – polski dziennikarz, polityk Polskiej Zjednoczonej Partii Robotniczej, minister-kierownik Urzędu do Spraw Wyznań w latach 1987–1989.

## Życiorys
Syn Jana i Julii. W latach 1942–1945 pracował w przedsiębiorstwach w Żywcu i w Łodygowicach, w 1951 ukończył Liceum Ogólnokształcące w Bielsku. Absolwent Wydziału Filologicznego Uniwersytetu Jagiellońskiego (1955), w 1973 uzyskał stopień doktora nauk humanistycznych. Początkowo pracownik naukowo-dydaktyczny w Katedrze Marksizmu-Leninizmu UJ, następnie (1957–1968) pracownik etatowy Wydziału Nauki i Oświaty Komitetu Wojewódzkiego PZPR w Krakowie; w latach 1968–1971 redaktor naczelny tamtejszej rozgłośni Polskiego Radia.
W latach 1945–1949 członek Związku Harcerstwa Polskiego, a w latach 1948–1954 Związku Młodzieży Polskiej. W 1953 wstąpił do Polskiej Zjednoczonej Partii Robotniczej, w okresie 1955–1956 był słuchaczem Instytutu Nauk Społecznych przy KC PZPR. Ponadto był członkiem Stowarzyszenia Dziennikarzy Polskich (1969–1981), Stowarzyszenia Dziennikarzy PRL (od 1982), Towarzystwa Przyjaźni Polsko-Radzieckiej (od 1952), Stowarzyszenia Ateistów i Wolnomyślicieli, a następnie Towarzystwa Krzewienia Kultury Świeckiej.
W latach 1972–1973 zastępca przewodniczącego Komitetu do Spraw Radia i Telewizji „Polskie Radio i Telewizja” (Radiokomitet). Następnie (1974–1981) podsekretarz stanu w Ministerstwie Kultury i Sztuki, w latach 1981–1982 przewodniczący Radiokomitetu, skąd przeszedł do Komitetu Centralnego PZPR na stanowisko kierownika Wydziału Ideologicznego. Od maja 1987 do sierpnia 1989 wchodził w skład rządów Zbigniewa Messnera i Mieczysława Rakowskiego jako minister-kierownik Urzędu do Spraw Wyznań. W latach 1986–1989 był członkiem Ogólnopolskiego Komitetu Grunwaldzkiego. Od czerwca 1985 był członkiem Komitetu Redakcyjnego dla opracowania "Pism zebranych" Władysława Gomułki.
Na antenie Telewizji Polskiej wygłaszał propagandowe pogadanki polityczne „Proste pytania”. Autor 9 książek i ponad 300 artykułów.

## Odznaczenia
Otrzymał m. in. następujące odznaczenia:
- Krzyż Oficerski Orderu Odrodzenia Polski
- Krzyż Kawalerski Orderu Odrodzenia Polski
- Złoty Krzyż Zasługi
- Złoty Medal „Za zasługi dla obronności kraju” (1973)[5]
- Order Sztandaru Pracy I klasy (Niemcy Wschodnie, 1986)[6]